# Буди (Ґрудзьондзький повіт)
Буди (пол. Budy) — село в Польщі, у гміні Роґужно Ґрудзьондзького повіту Куявсько-Поморського воєводства.
Населення — 80 осіб (2011).
У 1975—1998 роках село належало до Торунського воєводства.

## Демографія
Демографічна структура станом на 31 березня 2011 року:
|          | Загалом | Допрацездатний вік | Працездатний вік | Постпрацездатний вік |
| -------- | ------- | ------------------ | ---------------- | -------------------- |
| Чоловіки | 44      | 9                  | 28               | 7                    |
| Жінки    | 36      | 4                  | 20               | 12                   |
| Разом    | 80      | 13                 | 48               | 19                   |